# لا اونیون (سوکره)
لا اونیون (انگلیسی: La Unión, Sucre) نام شهری در کشور کلمبیا است.